# Bandera del Vaupés
La bandera del Vaupés es el principal símbolo oficial del departamento colombiano del Vaupés. Consta de dos franjas horizontales iguales, siendo la superior de color blanco, como símbolo de la pureza de los aborígenes; y la inferior de color verde, en representación de la selva y los recursos naturales del departamento. En el centro de la bandera se encuentra una hoja de caucho, producto cuya explotación ha marcado la historia del departamento.
La bandera fue adoptada mediante el decreto departamental n.º 085 del 20 de septiembre de 1984.